# Liste der Kirchen im Bistum Aachen – Region Kempen-Viersen
Die Liste der Kirchen im Bistum Aachen – Region Kempen-Viersen (ohne die Ortschaft Tönisberg der Stadt Kempen) listet die römisch-katholischen Kirchen auf, die zum Bestand der GdG  Viersen, GdG Viersen-Süchteln, GdG Viersen-Dülken, GdG Nettetal, GdG Grefrath, GdG Kempen/Tönisvorst, GdG Willich, GdG Schwalmtal und GdG Brüggen/Niederkrüchten im Bistum Aachen zählen. Die Kapellen der Region sind in der Liste der Kapellen im Bistum Aachen – Region Kempen-Viersen einsortiert, die profanierten Kirchen in der Liste der profanierten Kirchen im Bistum Aachen.

## Liste
| Bild | Kirche                          | Ort                         | Pfarrei                                         | Gemeinschaft der Gemeinden | Rang                          | Bauzeit                                                   |
| ---- | ------------------------------- | --------------------------- | ----------------------------------------------- | -------------------------- | ----------------------------- | --------------------------------------------------------- |
|      | St. Nikolaus                    | Brüggen                     | St. Nikolaus/Brüggen                            | Brüggen/Niederkrüchten     | Pfarrkirche                   | 1751–1756                                                 |
|      | St. Peter                       | Brüggen-Born                | St. Peter/Born                                  | Brüggen/Niederkrüchten     | Pfarrkirche                   | 15. Jahrhundert                                           |
|      | St. Mariä Himmelfahrt           | Brüggen-Bracht              | St. Mariä Himmelfahrt/Bracht                    | Brüggen/Niederkrüchten     | Pfarrkirche                   | 1484                                                      |
|      | St. Maria Helferin              | Brüggen-Lüttelbracht        | St. Peter/Born                                  | Brüggen/Niederkrüchten     | Filialkirche                  | 1951                                                      |
|      | St. Laurentius                  | Grefrath                    | St. Benedikt/Grefrath                           | Grefrath                   | Pfarrkirche                   | 12.–15. Jahrhundert                                       |
|      | St. Heinrich                    | Grefrath-Mülhausen          | St. Benedikt/Grefrath                           | Grefrath                   | Filialkirche                  | 1900, 1953/54 (Glockenturm)                               |
|      | St. Vitus                       | Grefrath-Oedt               | St. Benedikt/Grefrath                           | Grefrath                   | Filialkirche                  | 1901–1903, 1911 (Glockenturm)                             |
|      | St. Josef                       | Grefrath-Vinkrath           | St. Benedikt/Grefrath                           | Grefrath                   | Filialkirche                  | 1901–1903                                                 |
|      | St. Mariä Geburt                | Kempen                      | St. Mariä Geburt/Kempen                         | Kempen/Tönisvorst          | Pfarrkirche                   | 12.–15. Jahrhundert                                       |
|      | Christ König                    | Kempen                      | St. Mariä Geburt/Kempen                         | Kempen/Tönisvorst          | Filialkirche                  | 1992–1993                                                 |
|      | St. Josef                       | Kempen                      | St. Mariä Geburt/Kempen                         | Kempen/Tönisvorst          | Filialkirche                  | 1988–1990                                                 |
|      | St. Hubertus                    | Kempen-St. Hubert           | St. Hubertus/St. Hubert                         | Kempen/Tönisvorst          | Pfarrkirche                   | 1846–1850                                                 |
|      | St. Lambertus                   | Nettetal-Breyell            | St. Lambertus/Breyell                           | Nettetal                   | Pfarrkirche                   | 1903–1905                                                 |
|      | St. Peter                       | Nettetal-Hinsbeck           | St. Peter/Hinsbeck                              | Nettetal                   | Pfarrkirche                   | 1863–1867 (Kirchenschiff), 1882 (Turm)                    |
|      | St. Clemens                     | Nettetal-Kaldenkirchen      | St. Clemens/Kaldenkirchen                       | Nettetal                   | Pfarrkirche                   | 1893–1897                                                 |
|      | St. Lambertus                   | Nettetal-Leuth              | St. Lambertus/Leuth                             | Nettetal                   | Pfarrkirche                   | 1453 (Turm), 1860–1861 (Kirchenschiff)                    |
|      | St. Peter und Paul              | Nettetal-Leutherheide       | St. Peter und Paul/Leutherheide                 | Nettetal                   | Pfarrkirche                   | 1628 und 1768                                             |
|      | Alte Kirche                     | Nettetal-Lobberich          | St. Sebastian/Lobberich                         | Nettetal                   | Filialkirche                  | 15. Jahrhundert                                           |
|      | St. Sebastian                   | Nettetal-Lobberich          | St. Sebastian/Lobberich                         | Nettetal                   | Pfarrkirche                   | 1891–1893                                                 |
|      | St. Anna                        | Nettetal-Schaag             | St. Anna/Schaag                                 | Nettetal                   | Pfarrkirche                   | 1863–1865                                                 |
|      | St. Bartholomäus                | Niederkrüchten              | St. Bartholomäus/Niederkrüchten                 | Brüggen/Niederkrüchten     | Pfarrkirche                   | 1485–1488 (Kirchenschiff), 1604 (Turm)                    |
|      | St. Laurentius                  | Niederkrüchten-Elmpt        | St. Laurentius/Elmpt                            | Brüggen/Niederkrüchten     | Pfarrkirche                   | 15. Jahrhundert (Kirchenschiff), 1611–1615 (Turm)         |
|      | St. Martin                      | Niederkrüchten-Oberkrüchten | St. Martin/Oberkrüchten                         | Brüggen/Niederkrüchten     | Pfarrkirche                   | 16. Jahrhundert (Chor), 1678 (Kirchenschiff), 1901 (Turm) |
|      | St. Antonius                    | Schwalmtal-Amern            | St. Matthias/Schwalmtal                         | Schwalmtal                 | Filialkirche und Grabeskirche | 1491, 1897 (Erweiterung)                                  |
|      | St. Georg                       | Schwalmtal-Amern            | St. Matthias/Schwalmtal                         | Schwalmtal                 | Filialkirche                  | 1883–1886                                                 |
|      | St. Gertrudis                   | Schwalmtal-Dilkrath         | St. Matthias/Schwalmtal                         | Schwalmtal                 | Filialkirche                  | 1460, 1903 (Erweiterung)                                  |
|      | St. Jakobus der Ältere          | Schwalmtal-Lüttelforst      | St. Matthias/Schwalmtal                         | Schwalmtal                 | Filialkirche                  | 1802–1805                                                 |
|      | St. Mariä Himmelfahrt           | Schwalmtal-Waldniel         | St. Matthias/Schwalmtal                         | Schwalmtal                 | Filialkirche                  | 1975–1978                                                 |
|      | St. Michael                     | Schwalmtal-Waldniel         | St. Matthias/Schwalmtal                         | Schwalmtal                 | Pfarrkirche                   | 1878–1883                                                 |
|      | St. Cornelius                   | Tönisvorst-St. Tönis        | St. Cornelius/St. Tönis                         | Kempen/Tönisvorst          | Pfarrkirche                   | 1882–1904                                                 |
|      | St. Godehard                    | Tönisvorst-Vorst            | St. Godehard/Vorst                              | Kempen/Tönisvorst          | Pfarrkirche                   | 1895–1896                                                 |
|      | St. Remigius                    | Viersen                     | St. Remigius/Viersen                            | Viersen                    | Pfarrkirche                   |                                                           |
|      | St. Peter                       | Viersen-Bockert             | St. Remigius/Viersen                            | Viersen                    | Filialkirche                  |                                                           |
|      | St. Peter                       | Viersen-Boisheim            | St. Cornelius und St. Peter/Dülken und Boisheim | Viersen-Dülken             | Filialkirche                  |                                                           |
|      | St. Maria Helferin der Christen | Viersen-Dornbusch           | St. Clemens/Süchteln                            | Viersen-Süchteln           | Filialkirche                  |                                                           |
|      | St. Cornelius                   | Viersen-Dülken              | St. Cornelius und St. Peter/Dülken und Boisheim | Viersen-Dülken             | Pfarrkirche                   |                                                           |
|      | Herz Jesu                       | Viersen-Dülken              | St. Cornelius und St. Peter/Dülken und Boisheim | Viersen-Dülken             | Filialkirche                  |                                                           |
|      | St. Ulrich                      | Viersen-Dülken              | St. Cornelius und St. Peter/Dülken und Boisheim | Viersen-Dülken             | Filialkirche                  |                                                           |
|      | St. Marien                      | Viersen-Hamm                | St. Remigius/Viersen                            | Viersen                    | Filialkirche                  |                                                           |
|      | St. Helena                      | Viersen-Helenabrunn         | St. Remigius/Viersen                            | Viersen                    | Filialkirche                  |                                                           |
|      | St. Notburga                    | Viersen-Rahser              | St. Remigius/Viersen                            | Viersen                    | Filialkirche                  |                                                           |
|      | St. Joseph                      | Viersen-Rintgen             | St. Remigius/Viersen                            | Viersen                    | Grabeskirche                  |                                                           |
|      | St. Clemens                     | Viersen-Süchteln            | St. Clemens/Süchteln                            | Viersen-Süchteln           | Pfarrkirche                   |                                                           |
|      | St. Franziskus                  | Viersen-Süchteln-Vorst      | St. Clemens/Süchteln                            | Viersen-Süchteln           | Filialkirche                  |                                                           |
|      | St. Katharina                   | Willich                     | St. Katharina/Willich                           | Willich                    | Pfarrkirche                   |                                                           |
|      | St. Johannes Baptist            | Willich-Anrath              | St. Johannes Baptist/Anrath                     | Willich                    | Pfarrkirche                   |                                                           |
|      | St. Mariä Empfängnis            | Willich-Neersen             | St. Mariä Empfängnis                            | Willich                    | Pfarrkirche                   |                                                           |
|      | St. Hubert                      | Willich-Schiefbahn          | St. Hubert/Schiefbahn                           | Willich                    | Pfarrkirche                   |                                                           |